# Hamlets Grab (Seeland)

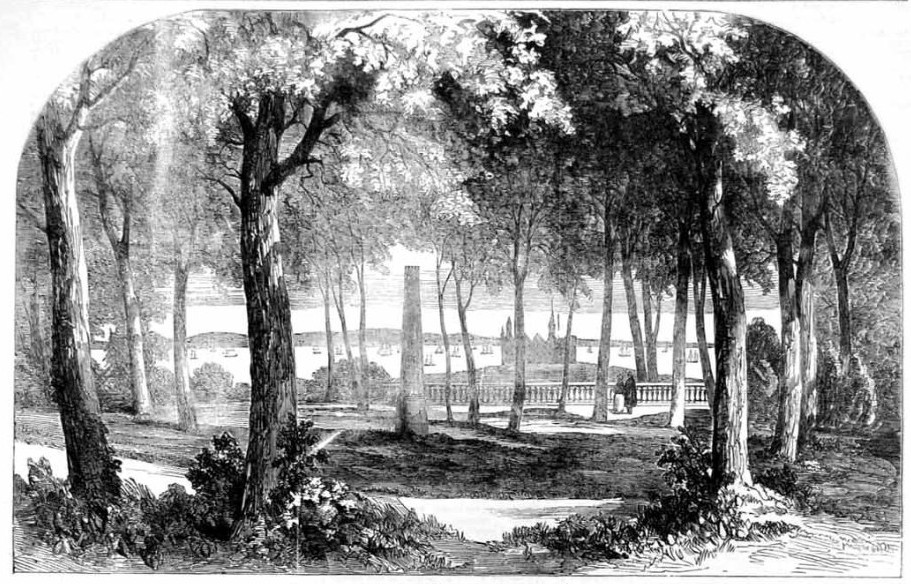
Hamlets Grab Illustration von 1856

Unter dem Namen Hamlets Grab (dänisch Hamlets Grav auch Grevinge Skov Afd. 224 genannt) firmieren zwei dänische Grabhügel, darunter eine Megalithanlage der Trichterbecherkultur (TBK), die zwischen 3500 und 2800 v. Chr. entstand.  
Der seeländische Langdysse liegt nahe dem Birketvej bei Ostrup,  55.818235 N 11.627998 E, auf einer Lichtung im südöstlichen Teil des Grevinge Skov (Wald) auf der Insel Seeland. Die rechteckige Einfassung des Dolmens ist etwa 39 Meter lang und 9 Meter breit und hat 53 Randsteine. Vom Hünengrab sind vier Tragsteine erhalten. 
Der lokalen Legende nach war Hamlet (dänisch Amled) der in dem Dolmen begraben sein soll, ein Riese, der 30,0 Meter lang war, sein Kopf liegt am östlichen Ende und die Füße im Westen. 
Die Legende von Hamlet ist eine der bekanntesten nordischen Heldenerzählungen, die Saxo Grammaticus niederschrieb. Shakespeares Hamlet basiert auf der dänischen Legende.
Nördlich von Hamlets Grab liegt ein Køkkenmødding aus der Steinzeit.
Im Grevinge Skov oder in seiner Umgebung liegen mehrere Megalithanlagen. In Herrestrup an der Gabelung Holtevej und Odstrupvej liegt der Runddysse Frenderupgård mit einer sechseckigen Kammer. Etwas weiter liegt lieg der Langdysse von Plejerup.